# Leandra mouraei
Leandra mouraei är en tvåhjärtbladig växtart som beskrevs av Célestin Alfred Cogniaux. Leandra mouraei ingår i släktet Leandra och familjen Melastomataceae. Inga underarter finns listade i Catalogue of Life.